# Juan de la Llosa y Llaguno
Juan de la Llosa y Llaguno (* Vizcaya, España 1665 - † Arequipa, Virreinato del Perú, 4 de diciembre de 1737).

## Biografía
Fue un maestro de campo español que arribó al Perú en el siglo XVII afincándose en la ciudad de Arequipa donde en 1703 contrajo matrimonio con la dama peruana Francisca de Bracamonte y Bustíos. Esta unión es origen de una numerosa familia de abogados, religiosos, jueces, políticos, poetas, literatos y militares.
La familia Llosa fue durante siglos una de las más aristocráticas de la ciudad cuyos miembros figuraron en importantes hechos de la historia de Arequipa y el Perú.

## Descendientes destacados

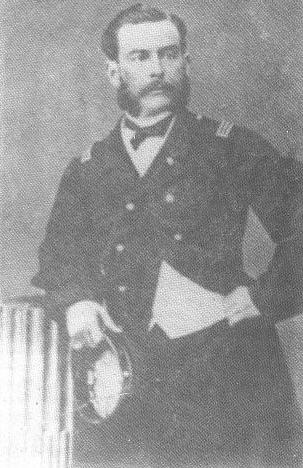
Eusebio Masías y Llosa, combatiente de la guerra con España, condecorado con la medalla Vencedor del 2 de mayo.
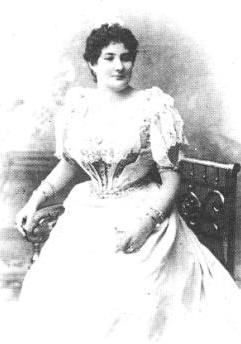
Justa Masías y Llosa, esposa del presidente Remigio Morales Bermúdez.
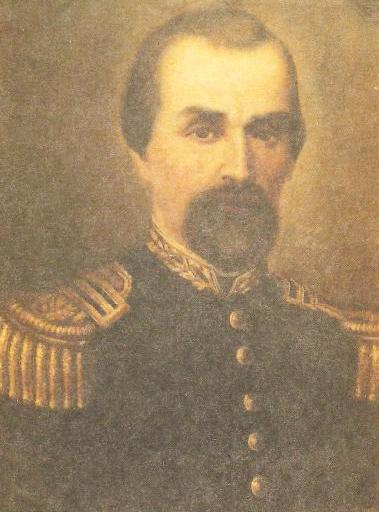
Coronel Diego Masías y Llosa, caudillo y revolucionario arequipeño.
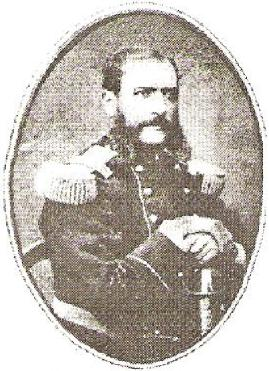
Coronel Carlos Llosa y Llosa, combatiente de la guerra con Chile, muerto en la Batalla del Alto de la Alianza.
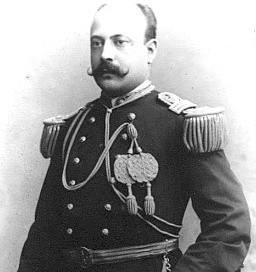
Coronel Máximo Isaac Abril y Llosa, muerto en la batalla de Miraflores.
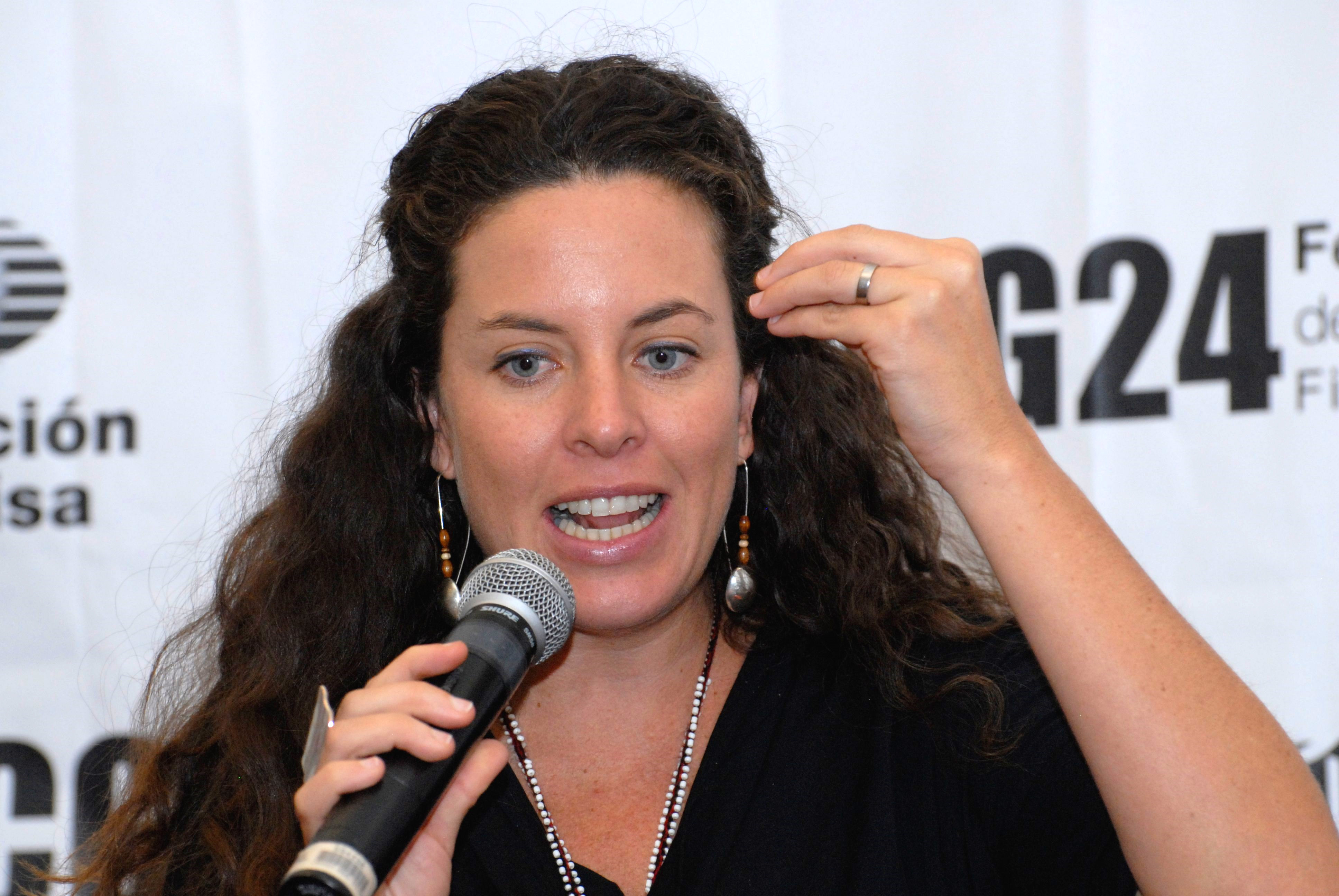
Claudia Llosa, directora de cine, nominada al Oscar.
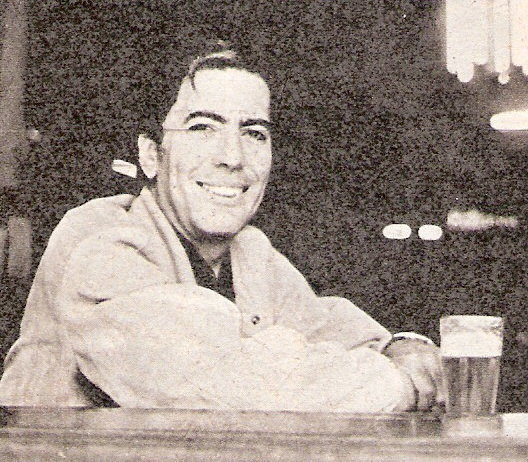
Mario Vargas Llosa, literato, premio nobel de literatura 2010.